# Exposição Internacional de Eletricidade de 1891

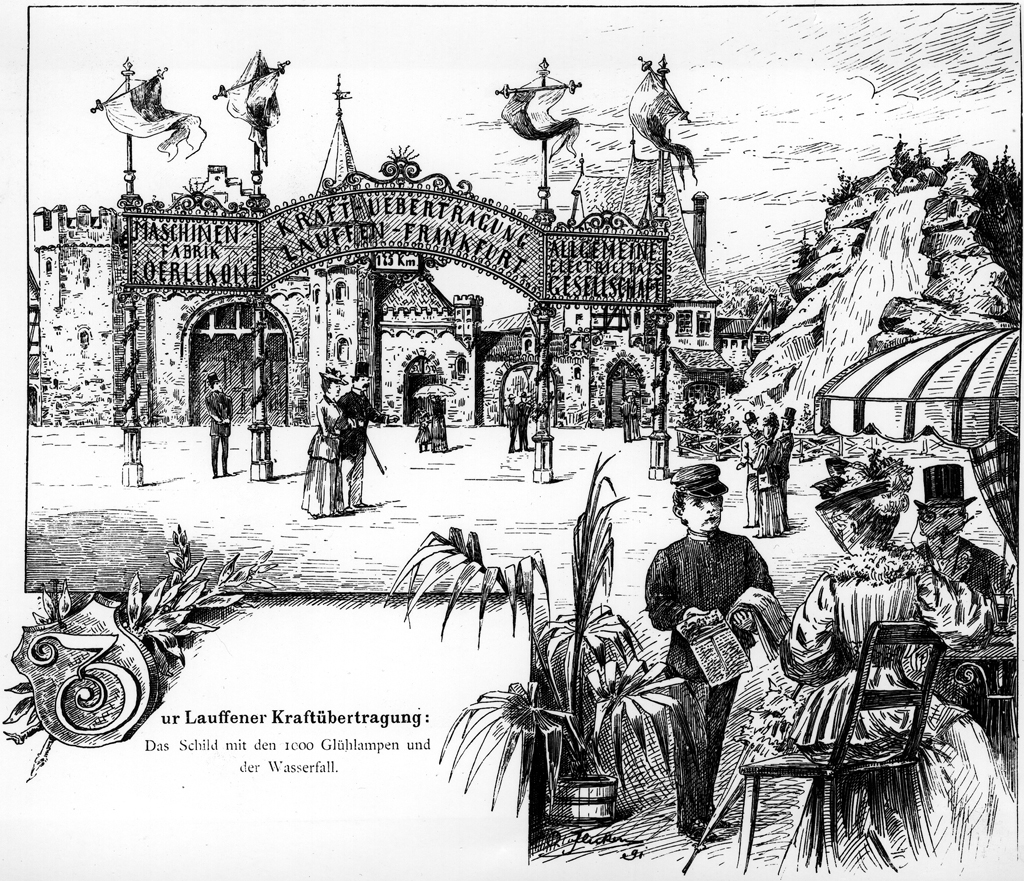
Representação contemporânea da área de entrada da exposição com arcada e cachoeira operada eletricamente

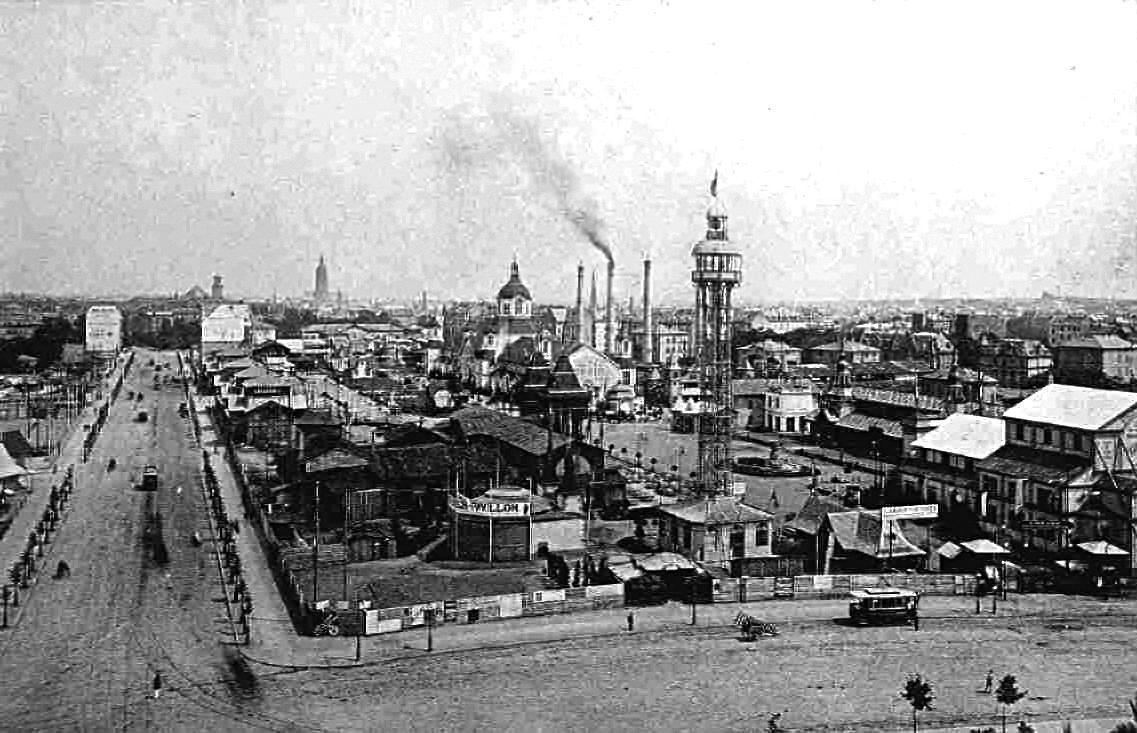
A exposição no local das antigas Estações Ferroviárias do Oeste, olhando para o leste a partir da principal ferroviária
principal

A Exposição Internacional de Eletricidade ocorreu de 16 de maio a 19 de outubro de 1891 na área das antigas estações de trem do leste de Frankfurt am Main. O organizador e diretor técnico da exposição foi Oskar von Miller. Foi mostrada pela primeira vez a transmissão de tensão a alta voltagem de Lauffen, Baden-Württemberg a Frankfurt, em uma linha de 176 km. Como resultado deste teste de campo bem-sucedido, a tecnologia trifásica prevaleceu em todo o mundo na construção de redes de transmissão elétrica.

## História
Quando a primeira Exposição Internacional de Eletricidade de 1881 ocorreu em Paris, foi fundada em Frankfurt a Elektrotechnische Gesellschaft como associação para o incentivo da eletricidade. Foram prioritariamente incentivados trabalhos de pesquisa e aplicações na indústria e tecnologia. Três anos depois havia em Frankfurt aproximadamente dez empresas que produziam aparelhos elétricos. A partir de aproximadamente 1890 haviam sido já fundadas algumas das grandes empresas do ramo em Frankfurt: Hartmann & Braun, Staudt & Voigt (a partir de 1891 Voigt & Haeffner) e W. Lahmeyer & Co. (a partir de 1893 Elektrizitäts-AG vormals W. Lahmeyer & Co.). O início da "segunda revolução industrial" também estava começando a surgir em Frankfurt, que provocaria mudanças fundamentais semelhantes à chegada dos motores a vapor no mundo do trabalho 100 anos antes. Em 1891 a indústria elétrica alemã estava pronta para apresentar suas capacidades ao público com a Exposição Internacional de Eletricidade .
As empresas Siemens & Halske AG e Maschinenfabrik Buckau exibiram um gerador elétrico acoplado a um motor a vapor de 500 hp, o que atraiu muita atenção.
Um relatório abrangente sobre esta exposição pode ser encontrado no Deutsche Bauzeitung de 4 de novembro de 1891.

## Galeria

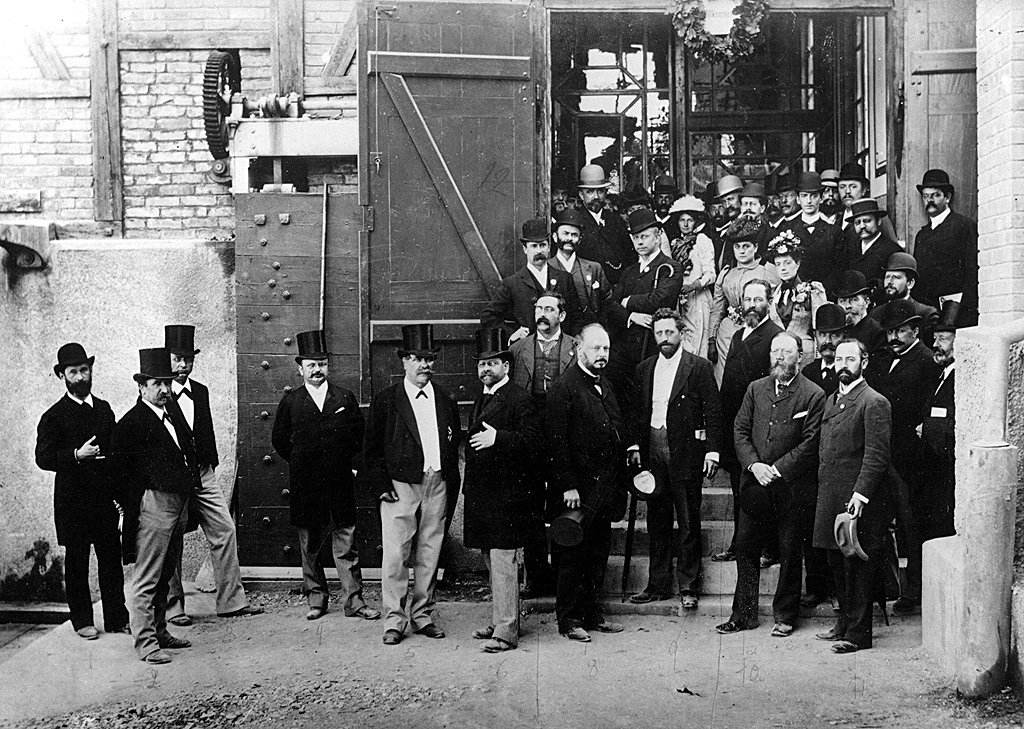
Celebridades que visitam a usina, fotografia por Oskar von Miller. Dentre els Karl von Leibbrand, Emil Rathenau, Marcel Deprez, Gisbert Kapp, Dr. John Hopkinson, Charles Brown, Peter Emil Huber-Werdmüller e o pioneiro das telecomunicações William Henry Preece
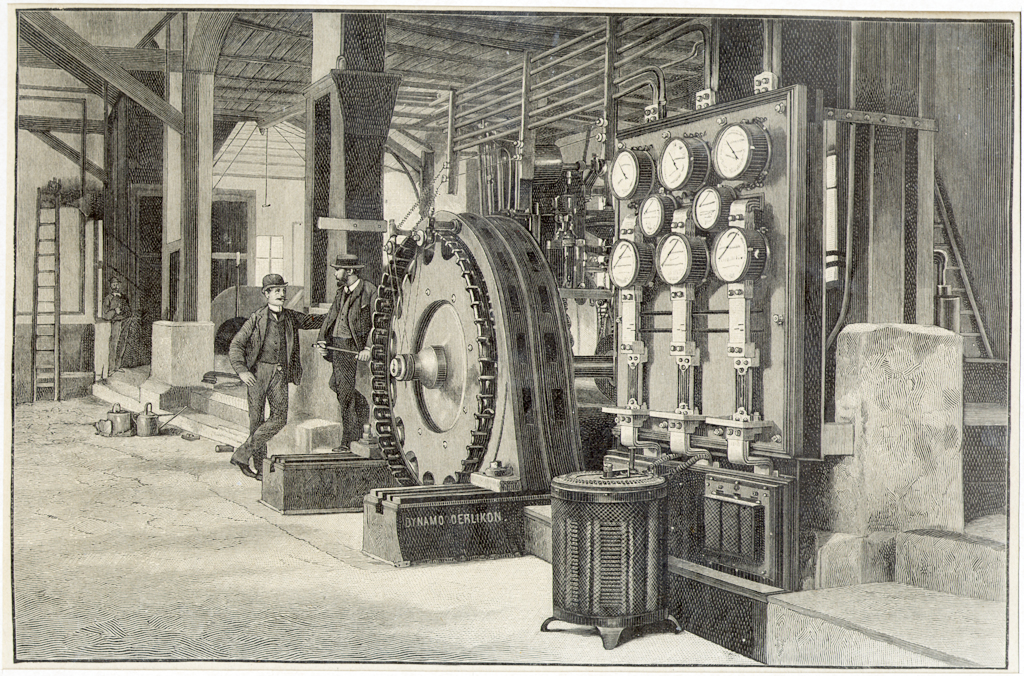
O gerador trifásico na usina de Lauffen
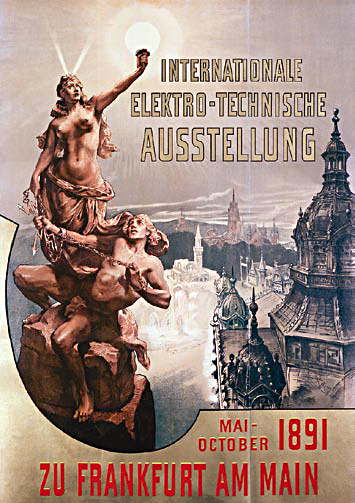
O cartaz publicitário oficial da exposição
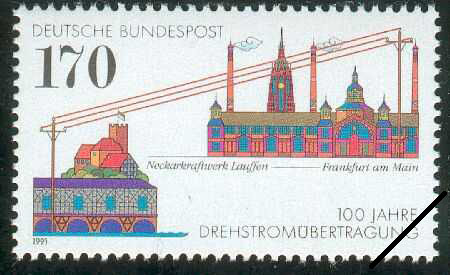
Selo do aniversário de 100 anos